# 小行星9379
小行星9379（9379 Dijon）是一颗绕太阳运转的小行星，为主小行星带小行星。该小行星于1993年8月18日发现。

## 轨道参数
小行星9379的轨道半长轴为2.8437369 UA，离心率为0.083。